# François Perrier
François Perrier (Pontarlier, 1590 – Parigi, luglio 1650) è stato un pittore e incisore francese.

## Biografia
Della sua giovinezza e dei suoi primi studi non si hanno notizie certe. Verso i trent'anni (fra il 1620 e il 1625) partì per Roma, dove studiò i grandi maestri del Rinascimento e assunse come riferimento e modello stilistico Giovanni Lanfranco, uno dei grandi decoratori barocchi della scuola romana.

Tornato in Francia, dopo un breve soggiorno a Lione, si stabilì a Parigi. Nel 1630 lavorò a fianco di Simon Vouet e, dal 1632 al 1634, ebbe come allievi Charles Le Brun e Isaac Fuller.
Nel 1635 ripartì per Roma, dove rimase per dieci anni lavorando alla decorazione di palazzo Peretti. Tre anni dopo pubblicò una raccolta di 100 acqueforti: "Segmenta Nobilium Signorium et Statuarum ....", che raffigura le statue di Roma, e poi, nel 1645, un'altra raccolta di 55 tavole che riproducono i bassorilievi romani: "Icones et segmenta ... quae Romae adhuc extant ..."
Rientrò a Parigi nel 1645 e, assieme a Eustache Le Sueur, dipinse la volta della famosa "Galerie Dorée" dell'Hôtel de la Vrillière (poi Hôtel de Toulouse e oggi sede della Banca di Francia) e del "cabinet de l'amour" dell'Hôtel Lambert.
Membro dell'Accademia nazionale di San Luca a Parigi, nel 1640 Perrier fu uno dei dodici fondatori dell'"Accademia reale di pittura e scultura".
François Perrier morì a Parigi nel 1650, all'età di sessant'anni.

La città di Mâcon ha aperto nel 1869 un Museo di Belle arti, basandosi su un fondo costituito da 8 dei suoi quadri.

## Opere principali
- "Orfeo dinanzi a Plutone e Proserpina", Museo del Louvre, Parigi.
- "Enea e i suoi compagni combattono le Arpie", Louvre, Parigi.
- "Aci e Galatea si sottraggono a Polifemo", Louvre, Parigi.
- "La peste di Atene"
- "Il sacrificio d'Ifigenia", Museo di Belle arti, Digione.

## Galleria d'immagini

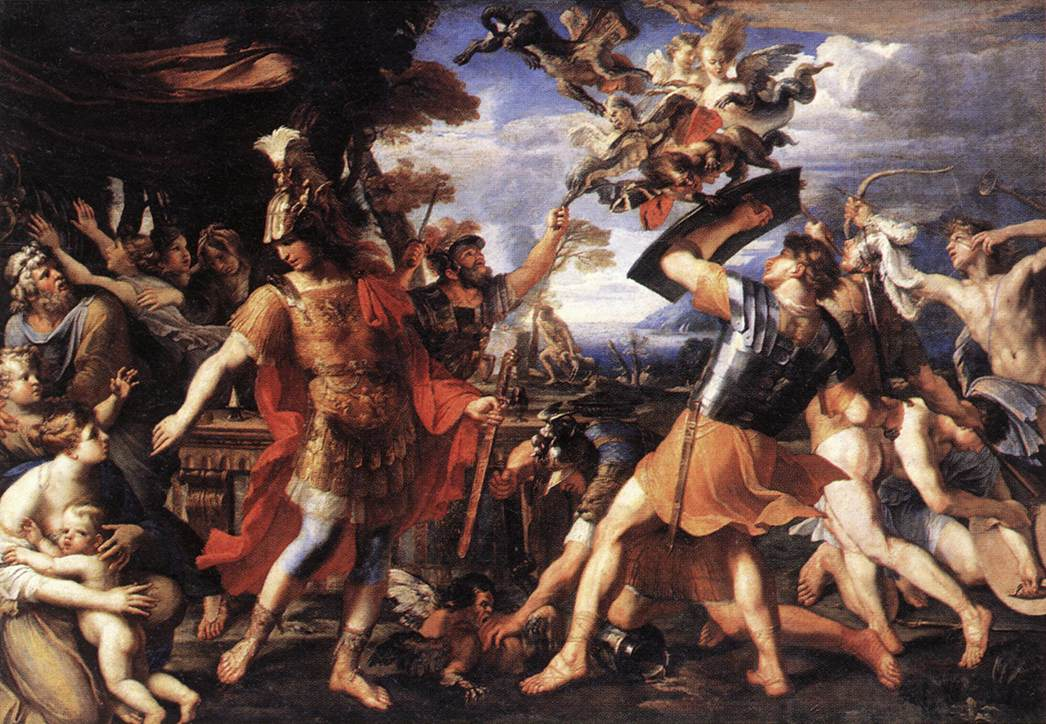
Enea e i suoi combattono le Arpie
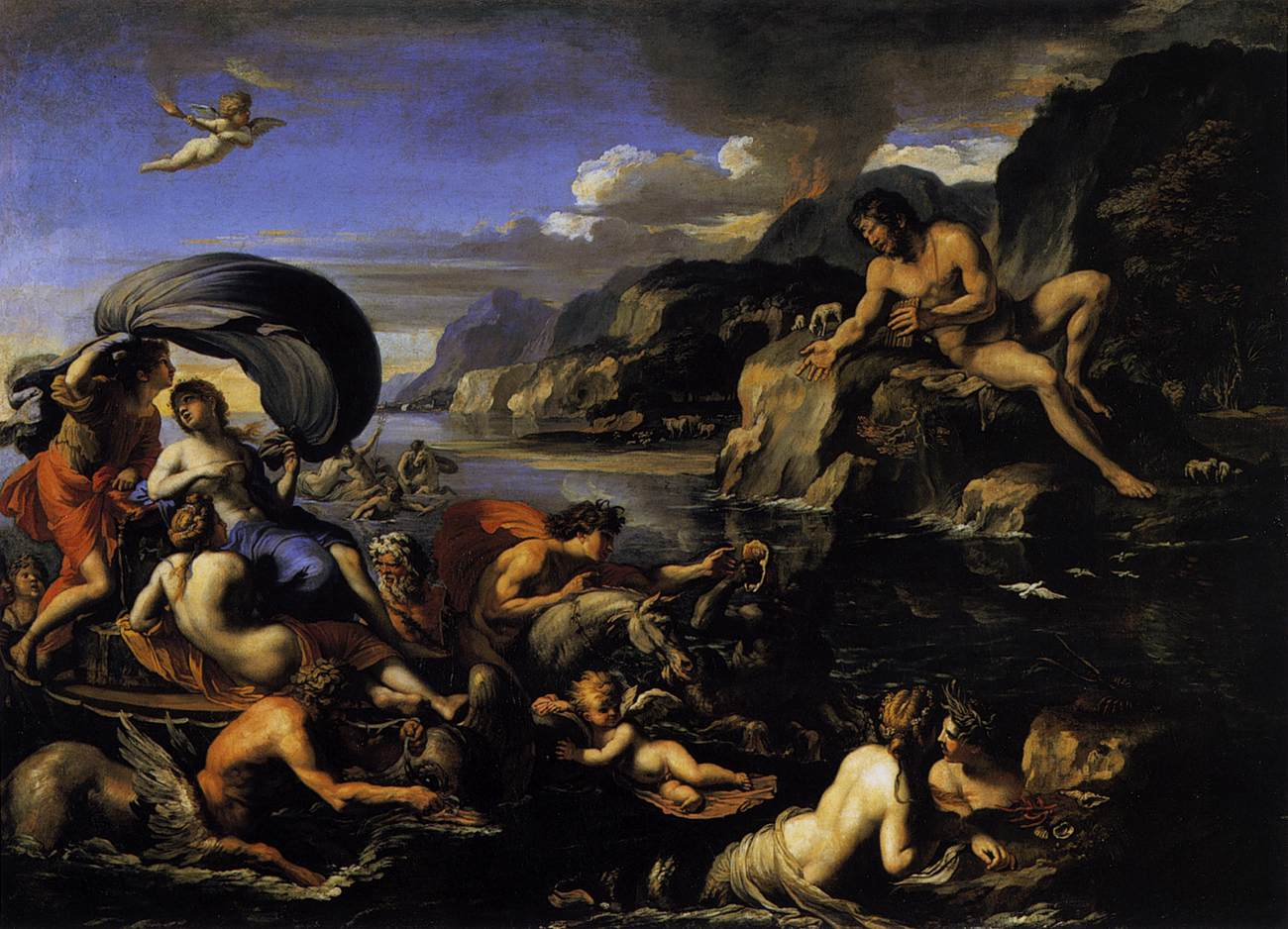
Acis, Galatea e Polifemo
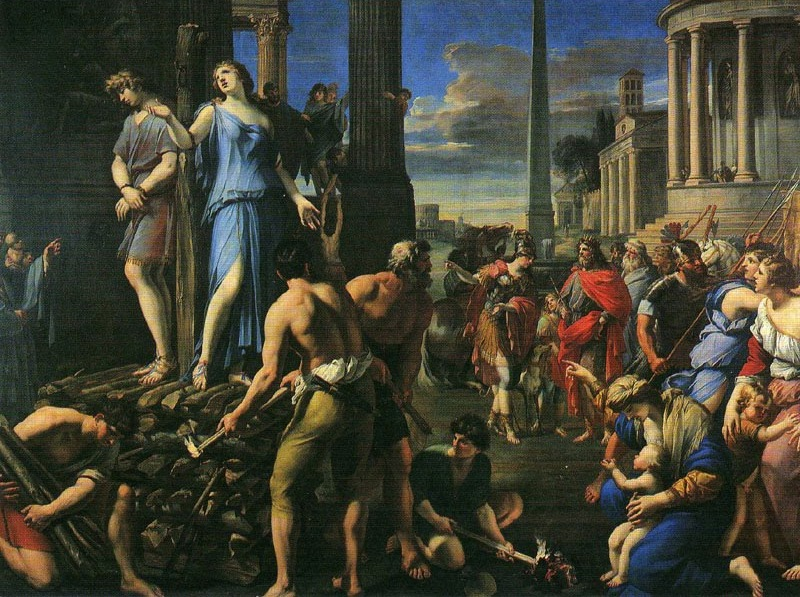
Olindo e Sofronia
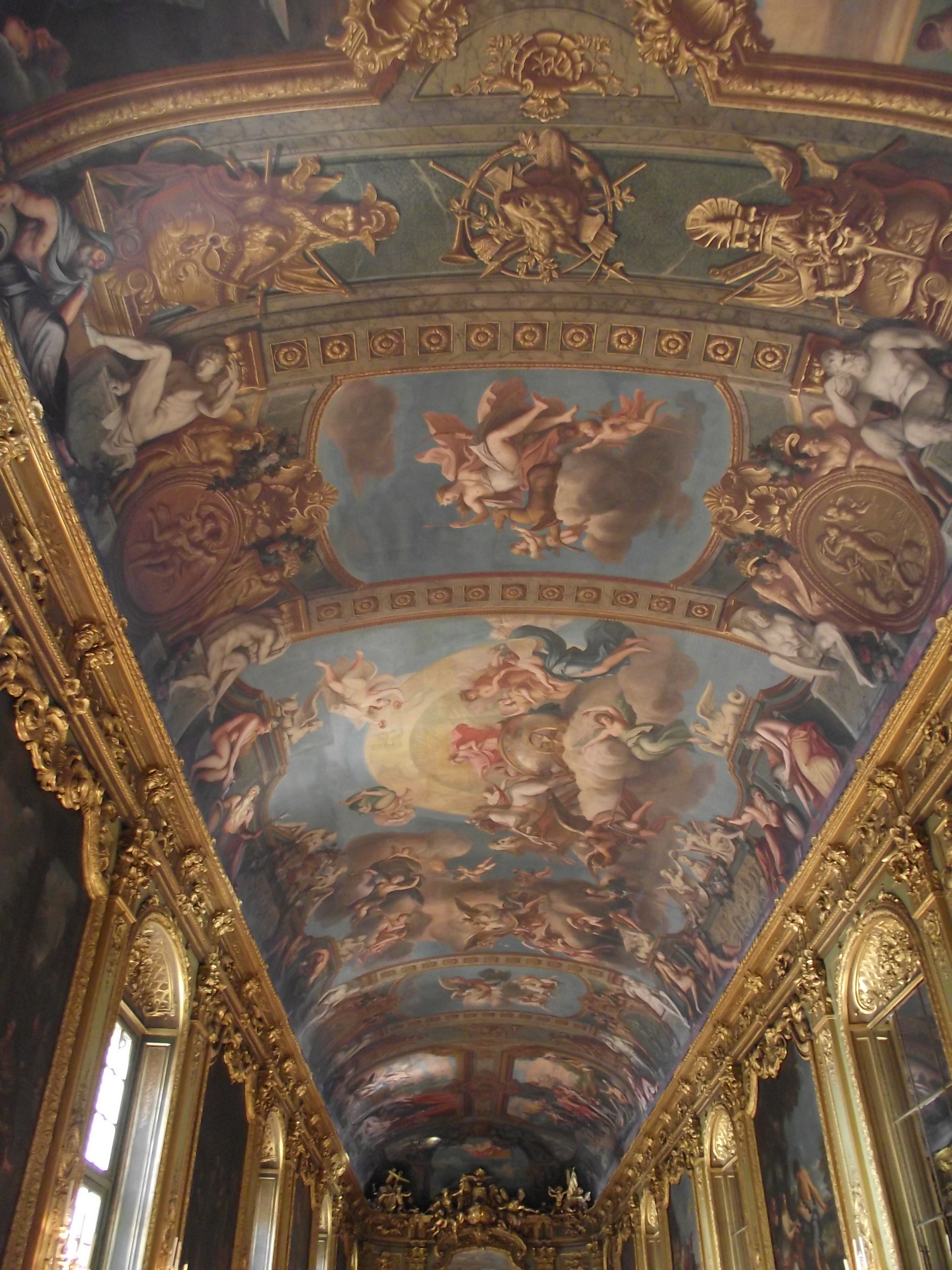
La volta della Galerie Dorée dell'Hôtel de Toulouse a Parigi, affrescata nel 1646 con tema: Il sole attorniato dai quattro elementi.